# Rod Harrington
Rodney „Rod“ Harrington (* 30. Dezember 1957 in Boreham, Essex) ist ein ehemaliger englischer Dartspieler. Er gehörte von 1990 bis 1993 der BDO an und wechselte in der Saison 1992/93 zur PDC. Harrington war von April 1995 bis August 1996 und von August 1998 bis August 2000 die Nummer 1 der PDC-Weltrangliste.

## Karriere
Rod Harrington trug während seiner Karriere den Spitznamen The Prince of Style. Durch seinen ersten großen Titel, den Winmau World Masters im Jahre 1991, gehört er zu den wenigen Spielern, welche es jemals geschafft haben, Phil Taylor in einem Finale eines Major Turniers zu bezwingen.
Als er nach der Aufspaltung der Welt-Dartverbände zur PDC wechselte, erreichte er 1995 bei der zweiten Ausgabe der PDC-Weltmeisterschaft das Finale, wo er dann allerdings gegen Phil Taylor mit 2:6 unterlag. 1998 erreichte er das Finale des World Grand Prix, bei dem er ebenfalls gegen Taylor unterlag, aber im gleichen Jahr gewann er das World Matchplay gegen Ronnie Baxter. Ein Jahr darauf verteidigte er diesen Titel, als er Peter Manley bezwingen konnte. Er war neben Phil Taylor bis zum Jahr 2007 der einzige PDC-Spieler, der einen PDC-Major-Titel verteidigen konnte. 2007 gelang Raymond van Barneveld dieses dann mit den UK Open.
Nach seiner Spielerlaufbahn war Harrington einer der PDC Direktoren und war im Rahmen der SkySports Dartübertragungen als Experte und Kommentator tätig. Am 5. September 2022 teilte die PDC mit, dass Harrington aus beiden Positionen zurückgetreten ist. Zwischenzeitlich war er auch als Manager u. a. für Colin Lloyd (Jaws) tätig.

## Titel

### BDO
- Majors
  - World Masters: (1) 1991

### PDC
- Majors
  - World Matchplay: (2) 1998, 1999
- Weiter
  - 1997: Golden Harvest North American Cup
  - 1998: Golden Harvest North American Cup, Swiss Open, Calgary Golden Harvest, Denmark Open
  - 1999: Golden Harvest North American Cup

### WDF
- Weitere
  - 1987: Double Diamond Masters
  - 1990: British Gold Cup
  - 1991: French Open, Denmark Open, Belgium Open, Swedish Open
  - 1992: Denmark Open, Belgium Open, Austrian Open, Jersey Festival of Darts
  - 1993: French Open

## Weltmeisterschaftsresultate

### BDO
- 1992: Viertelfinale (3:4-Niederlage gegen  Mike Gregory)
- 1993: 1. Runde (1:3-Niederlage gegen  Wayne Weening)

### PDC
- 1994: Viertelfinale (1:4-Niederlage gegen  Peter Evison)
- 1995: Finale (2:6-Niederlage gegen  Phil Taylor)
- 1996: Gruppenphase (3:0-Sieg gegen  Nigel Justice, 2:3-Niederlage gegen  Larry Butler)
- 1997: Viertelfinale (2:5-Niederlage gegen  Dennis Priestley)
- 1998: Halbfinale (2:5-Niederlage gegen  Phil Taylor, 3. Platz)
- 1999: Achtelfinale (1:3-Niederlage gegen  Shayne Burgess)
- 2000: 1. Runde (2:3-Niederlage gegen  John Lowe)
- 2001: Halbfinale (5:6-Niederlage gegen  John Part)
- 2002: Achtelfinale (3:6-Niederlage gegen  Dennis Priestley)
- 2003: 2. Runde (2:4-Niederlage gegen  Alan Warriner-Little)

## Turnierergebnisse
| Turnier              | 1990              | 1991              | 1992              | 1993                           | 1994                           | 1995                           | 1996                           | 1997                           | 1998                           | 1999                           | 2000                           | 2001                           | 2002                           | 2003                           | 2004                           | 2005                           |
| -------------------- | ----------------- | ----------------- | ----------------- | ------------------------------ | ------------------------------ | ------------------------------ | ------------------------------ | ------------------------------ | ------------------------------ | ------------------------------ | ------------------------------ | ------------------------------ | ------------------------------ | ------------------------------ | ------------------------------ | ------------------------------ |
| BDO-Major-Turniere   |                   |                   |                   |                                |                                |                                |                                |                                |                                |                                |                                |                                |                                |                                |                                |                                |
| Weltmeisterschaft    | n/t               | n/q               | VF                | 1R                             | nicht teilgenommen             | nicht teilgenommen             | nicht teilgenommen             | nicht teilgenommen             | nicht teilgenommen             | nicht teilgenommen             | nicht teilgenommen             | nicht teilgenommen             | nicht teilgenommen             | nicht teilgenommen             | nicht teilgenommen             | nicht teilgenommen             |
| World Masters        | AF                | S                 | 3R                | nicht teilgenommen             | nicht teilgenommen             | nicht teilgenommen             | nicht teilgenommen             | nicht teilgenommen             | 1R                             | nicht teilgenommen             | nicht teilgenommen             | nicht teilgenommen             | nicht teilgenommen             | nicht teilgenommen             | nicht teilgenommen             | nicht teilgenommen             |
| PDC-Ranking-Turniere |                   |                   |                   |                                |                                |                                |                                |                                |                                |                                |                                |                                |                                |                                |                                |                                |
| Weltmeisterschaft    | nicht ausgetragen | nicht ausgetragen | nicht ausgetragen | nicht ausgetragen              | VF                             | F                              | GP                             | VF                             | HF                             | AF                             | 1R                             | HF                             | AF                             | 2R                             | n/q                            | n/q                            |
| UK Open              | nicht ausgetragen | nicht ausgetragen | nicht ausgetragen | nicht ausgetragen              | nicht ausgetragen              | nicht ausgetragen              | nicht ausgetragen              | nicht ausgetragen              | nicht ausgetragen              | nicht ausgetragen              | nicht ausgetragen              | nicht ausgetragen              | nicht ausgetragen              | 2R                             | 1R                             | 3R                             |
| World Matchplay      | nicht ausgetragen | nicht ausgetragen | nicht ausgetragen | nicht ausgetragen              | HF                             | 1R                             | VF                             | HF                             | S                              | S                              | VF                             | 1R                             | 1R                             | nicht qualifiziert             | nicht qualifiziert             | nicht qualifiziert             |
| World Grand Prix     | nicht ausgetragen | nicht ausgetragen | nicht ausgetragen | nicht ausgetragen              | nicht ausgetragen              | nicht ausgetragen              | nicht ausgetragen              | nicht ausgetragen              | F                              | HF                             | AF                             | 1R                             | AF                             | nicht qualifiziert             | nicht qualifiziert             | nicht qualifiziert             |
| Karrierestatistiken  |                   |                   |                   |                                |                                |                                |                                |                                |                                |                                |                                |                                |                                |                                |                                |                                |
| Jahresendplatzierung | unbekannt         | unbekannt         | 4                 | 5                              | 2                              | 2                              | 8                              | 5                              | 1                              | 3                              | 6                              | 3                              | 24                             | unbekannt                      | unbekannt                      | unbekannt                      |
| Verband              | BDO               | BDO               | BDO               | Professional Darts Corporation | Professional Darts Corporation | Professional Darts Corporation | Professional Darts Corporation | Professional Darts Corporation | Professional Darts Corporation | Professional Darts Corporation | Professional Darts Corporation | Professional Darts Corporation | Professional Darts Corporation | Professional Darts Corporation | Professional Darts Corporation | Professional Darts Corporation |

| Legende zu den Turnierergebnissen | Legende zu den Turnierergebnissen | Legende zu den Turnierergebnissen | Legende zu den Turnierergebnissen | Legende zu den Turnierergebnissen | Legende zu den Turnierergebnissen | Legende zu den Turnierergebnissen | Legende zu den Turnierergebnissen | Legende zu den Turnierergebnissen | Legende zu den Turnierergebnissen |
| --------------------------------- | --------------------------------- | --------------------------------- | --------------------------------- | --------------------------------- | --------------------------------- | --------------------------------- | --------------------------------- | --------------------------------- | --------------------------------- |
| n/t                               | nicht teilgenommen                | n/q                               | nicht qualifiziert                | n/a                               | nicht ausgetragen                 | #R                                | Aus in jeweiliger Runde           | GP                                | Aus in der Gruppenphase           |
| AF                                | Achtelfinalist                    | VF                                | Viertelfinalist                   | HF                                | Halbfinalist                      | F                                 | Turnierfinalist                   | S                                 | Turniersieger                     |